# Ponětovice
Ponětovice – wieś i gmina w Czechach, w powiecie Brno, w kraju południowomorawskim. Według danych z dnia 1 stycznia 2013 liczyła 399 mieszkańców.
W miejscowości jest przystanek kolejowy Ponětovice.